# British Psychoanalytical Society
Die British Psychoanalytical Society (BPAS) ist eine psychoanalytische Fachgesellschaft mit Sitz in London und die älteste psychoanalytische Organisation im Vereinigten Königreich. Präsidentin ist Rosine Jozef Perelberg. Die Gesellschaft betreibt mit dem Institute of Psychoanalysis ein Ausbildungsinstitut und ist Mitglied in der Internationalen Psychoanalytischen Vereinigung (IPV).

## Geschichte

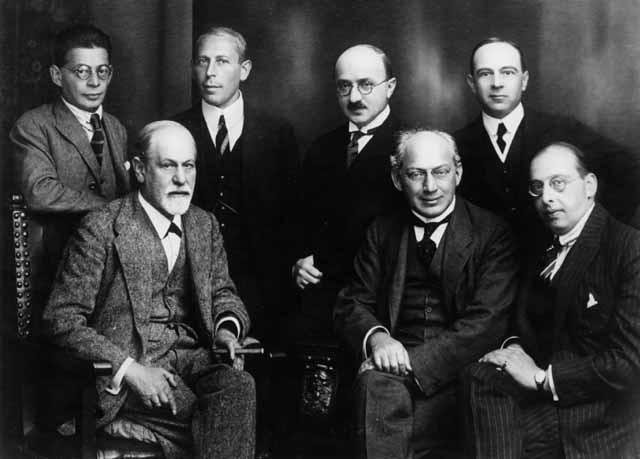
Ernest Jones, stehend, erster von rechts (1922)

Die Gesellschaft und ihr psychoanalytisches Institut haben eine über hundertjährige Geschichte. Sie wurde 1913 von dem aus Wales stammenden Psychiater Ernest Jones gegründet und hat zahlreiche prominente Psychoanalytiker hervorgebracht, zu denen Anna Freud, Melanie Klein und Peter Fonagy zählen. Zu den neun Gründungsmitgliedern gehörten William Mackenzie, Maurice Nicoll und David Eder. Die Gesellschaft hat über 400 Mitglieder (Stand: 2021).
Obwohl sich die Gesellschaft als 1913 gegründet begreift, gibt es andere Quellen, denen zu entnehmen ist, dass Jones 1913 zwar eine Fachgesellschaft unter dem Namen London Psycho-Analytical Society (LPS) gründete, die sich jedoch 1919 wieder auflöste. Hintergrund dessen war der Bruch zwischen Freud und C. G. Jung im Jahr 1913, der ihre jeweiligen Anhänger gegeneinander aufbrachte und die Gesellschaft spaltete. Noch im Jahr der Auflösung gründete Jones die BPAS unter ihrem bis heute fortwährenden Namen. Gründungsmitglieder waren diesmal neben ihm John Carl Flügel, Eric Hiller, Henry Butter Stoddart, Barbara Low und andere. Für Horst Brühmann, der u. a. Werke von Klein und Anna Freud übersetzte, erfolgten Gründung, Auflösung und Neugründung der Gesellschaft, weil Jones „die theoretischen Orientierungen ihrer Mitglieder nicht zusagten.“ Jones wurde und blieb bis 1944 Präsident der Gesellschaft, seine Nachfolge trat Sylvia Payne an, doch wurde fortan das Amt nur noch für je drei Jahre besetzt.
Die Zeit zwischen 1919 und 1933 war durch eine große Stabilität gekennzeichnet, in der Jones bemüht war, die Gesellschaft auf ein fachlich mit Wien, Budapest und Berlin vergleichbares Niveau zu bringen, wie Ken Robinson, Psychoanalytiker und Ehrenmitglied am British Psychoanalytic Council unter dem Titel A brief history of the British Psychoanalytical Society 2011 berichtete. Während dieser Zeit wuchs der Frauenanteil in der Gesellschaft laut Robinson von 17 auf 40 Prozent.
In den frühen 1920er Jahren begannen Gesellschaft und Institut eine erste systematische Übersetzung von Freuds Werken – unter Federführung von Jones und mit Unterstützung von Joan Rivière, James Strachey und seiner Frau.
Die Mitglieder der ersten Stunde hatten ihre psychoanalytische Ausbildung überwiegend auf dem europäischen Festland erhalten. Ab 1920 erschien, verantwortet durch die BPAS, die erste englischsprachige psychoanalytische Fachzeitschrift unter dem Namen International Journal of Psychoanalysis (IJP), die zugleich offizielles Organ der IPV wurde. Nach dem Vorbild des Berliner Psychoanalytischen Instituts kam es 1924 zur Gründung des Institute of Psychoanalysis, dessen Leitung John Rickman (1891–1951) übernahm. Dennoch erhielten sich die britischen Psychoanalytiker eine gewisse Unabhängigkeit gegenüber Freud und der Psychoanalyse in Deutschland und Wien. So begann zwischen Freud und Jones 1922 auf dem internationalen Kongress in Berlin eine Auseinandersetzung, die unter der Bezeichnung Freud-Jones-Kontroverse international diskutiert wurde. Größer noch wurde der Abstand zwischen London und Wien, als die Positionen von Melanie Klein, die sich grundlegend von denen Freuds und seiner Tochter unterschieden, in der britischen Gesellschaft Anklang fanden.
Im Jahr 1926 wurde dem Institut eine psychoanalytische Klinik angegliedert, die London Clinic of Psychoanalysis. Im selben Jahr verließ Melanie Klein Wien, ließ sich in London nieder und bestimmte mit der von ihr entwickelten Technik der Spielanalyse fortan die Entwicklung der Kinderanalyse. Daraus entstand innerhalb der BPAS eine kleinianische Schule, der sich eine große Zahl von Mitgliedern anschloss. Widerspruch blieb nicht aus – auch Anna Freud war, wie Melanie Klein, Kinderanalytikerin – und müdete in eine Opposition, die besonders auch von Kleins Tochter Melitta befeuert wurde. Als die Berliner Emigranten 1933 in London eintrafen, tat sich Edward Glover mit seiner Lehranalysandin Melitta, inzwischen verheiratete Schmiedeberg, zusammen, um Melanie Klein und ihre Positionen anzugreifen.

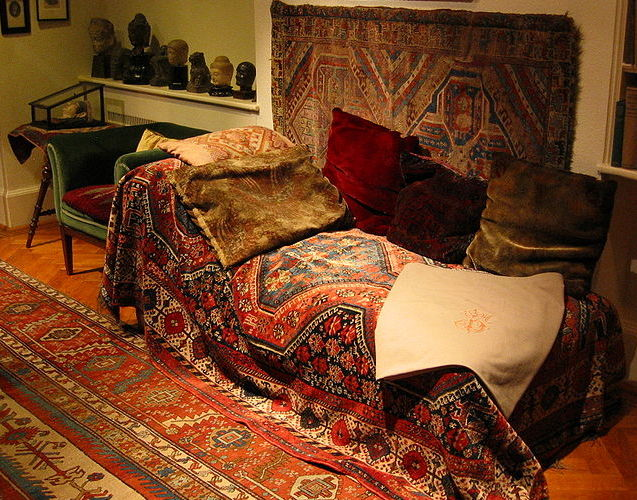
Die Couch von Sigmund Freud in London (2004)

In den 1930er und 40er Jahren flohen zahlreiche Psychoanalytiker – darunter Sigmund Freud und seine Tochter Anna – aus Deutschland, Österreich, Ungarn und anderen Ländern vor der Verfolgung durch die Nationalsozialisten nach London und fanden in der dortigen Gesellschaft eine neue berufliche Heimat. Freud kam 1938 und damit ein Jahr vor seinem Tod zusammen mit seiner Tochter in England an. Im selben Jahr übermittelte er Jones seine Wünsche für ein Gedeihen der Gesellschaft:

“The events of recent years have made London the principal site and center of the psychoanalytical movement. May the society carry out the functions thus falling to it in the most brilliant manner.”

„Die Ereignisse der letzten Jahre haben London zum Hauptstandort und Zentrum der psychoanalytischen Bewegung gemacht. Möge die Gesellschaft die ihr zufallenden Aufgaben bestens erfüllen.“

Anna Freud verstand sich als Garantin des beruflichen Erbes ihres Vaters und begann, es gegen die kleinianischen Positionen zu verteidigen. Um sie scharten sich weitere Immigranten, die als sog. Wiener Gruppe den Widerstand stärkten. Die Auseinandersetzungen zwischen beiden Gruppen nahmen an Heftigkeit zu und führten zu schwerwiegenden fachlichen und in Folge persönlichen Konflikten.
Von den Kontroversen unangetastet blieb die Rolle der Gesellschaft als eines der weltweit bedeutenden Zentren psychoanalytischer Praxis und Theorienentwicklung. Die Gesellschaft stellt auf ihrer Internetpräsenz eine Auswahl von Autoren und Theoretikern in Leben und Werk vor, die in den vergangenen hundert Jahren maßgeblich zur Entwicklung der Psychoanalyse beitrugen.
Nach Kriegsende zog sich Melanie Klein aus der Gesellschaft zurück und gründete 1955 den Melanie Klein Trust, der ihre Lehre fördern und verbreiten sollte. Zu ihren bedeutendsten Anhängern gehörten Hanna Segal und Wilfred Bion, der Konzepte für eine kleinianische Gruppenarbeit entwickelte.
Die wichtigsten Beiträge zur Fortentwicklung der Psychoanalyse wurden über lange Jahre von Anna Freud und Joseph Sandler eingebracht, aber auch von Donald Winnicott, Michael Balint und Ronald D. Laing, dem Mitbegründer der Antipsychiatrie.
Noch in den 1950er Jahren machten sich Spannungen in der Gesellschaft bemerkbar, die nach dem Tod von Melanie Klein im Jahr 1960 zunehmend zur Ruhe kamen und in Bemühungen um eine Verbesserung der Zusammenarbeit mündeten. Ab 1974 gab die Gesellschaft mit dem International Review of Psycho-Analysis eine zweite Fachzeitschrift heraus, die 1992 im International Journal of Psychoanalysis aufging. In den 1980er Jahren war eine Integration der verschiedenen Ansätze weitgehend gelungen.

## Controversial Discussions
Zum Gedenken an ihre Liquidierung 75 Jahre zuvor hatte Tjark Kunstreich 2013 in seinem Vortrag vor der Wiener Psychoanalytischen Vereinigung (WPV) daran erinnert, dass die British Psychoanalytical Society seinerzeit gezwungen war, den „Einbruch der äußeren Realität zur Kenntnis nehmen“ zu müssen, als die Mitglieder der WPV ihre Existenzgrundlage aufgeben und sich anderswo und unter anderem in London eine neue aufbauen mussten. Ihre Aufnahme brachte den Briten insofern eine „grundlegende Veränderung mit unabsehbaren Folgen“, als sich nun unterschiedliche fachliche Positionen unmittelbar gegenüber standen. Über den Zustrom neuer Mitglieder war man in London durchaus besorgt und bemüht, eine Vorauswahl zu treffen. Dabei wollte man jüngeren Kollegen den Vorzug geben, weil sie es „einfacher hätten, sich anzupassen“. Trotz aller Anspannung habe man sich „das Heft nicht aus der Hand nehmen“ lassen und „so viel Einfluss wie möglich“ behalten wollen, so Kunstreich.
Riccardo Steiner, ausgewiesener Experte der Geschichte der Psychoanalyse und Mitautor eines Buches über die Freud-Klein-Kontroversen zwischen 1941 und 1945, legte 1998 unter dem Titel The (Ir)resistible Lightness of Our Past eine ausführliche Analyse der Vorgänge in der BPAS vor. Darin beschrieb er insbesondere die intellektuellen und organisatorischen Kontroversen, die sich zwischen den verschiedenen Gruppen der Gesellschaft während des Zweiten Weltkriegs entwickelt hatten, beklagte aber auch das Fehlen detaillierter Studien über die Geschichte der Gesellschaft, wie sie etwa für Frankreich, die USA oder Italien vorgelegt wurden. Dadurch könnten viele Lücken nicht geschlossen werden.
Anfang der 1940er Jahre waren die Mitglieder der Gesellschaft sehr zerstritten. Bereits jedes dritte Mitglied gehörte zu den „kontinentaleuropäischen Emigranten“ und damit sei, so Brühmann, absehbar gewesen, „daß der Konflikt der beiden kinderanalytischen Schulen früher oder später explodieren würde“. Im Jahr 1996 legte er seine Analyse des Konflikts vor. Die Freud-Klein-Kontroversen entstanden auch auf dem Hintergrund der Entfremdung zwischen Melanie Klein und ihrer Tochter Melitta, die für ihre Ausbildung zur Psychoanalytikerin bei Edward Glover und damit einem Kontrahenten ihrer Mutter in Lehranalyse gegangen war. Im Bemühen um Versachlichung und um einer Spaltung vorzubeugen, wurde eine Serie wissenschaftlicher Diskussionen eingerichtet, die als Controversial Discussions in die Geschichte der Psychoanalyse eingingen. Die Auseinandersetzungen führten dazu, dass drei Sektionen gegründet wurden: eine Gruppe um Anna Freud, eine zweite um Melanie Klein und eine Gruppe, die sich dazwischen verortete und sich zunächst Middlegroup und später Independent Group nannte. Die insgesamt elf Sitzungen der Controversial Discussions fanden unter der Leitung von Edward Glover für die Freudianer, Marjorie Brierley für die Kleinianer und James Strachey für die Independent Group zwischen Oktober 1942 und Februar 1944 statt. Die vehement geführten Diskussionen förderten unterschiedliche Positionen zutage zwischen der klassischen Freudschen Analyse, die von Anna Freud vertreten wurde und den neueren Theorien, die Melanie Klein aufgrund ihrer Arbeit mit kleinen Kindern entwickelte. Ihr schlossen sich beispielsweise Susan Isaacs, Paula Heimann, Wilfred Bion und Herbert Rosenfeld an. Zur Gruppe um Anna Freud gehörten u. a. Kate Friedländer und Willie Hoffer. Die Middlegroup, die sich um Ausgleich bemühte und die größte Gruppe stellte, bestand beispielsweise aus James Strachey, Donald Winnicott, Masud Khan, William Gillespie und später Enid und Michael Balint. Anfang 1944 legte Glover seine Ämter nieder und verließ die BPAS, weil er sich mit seinem Wunsch, die Kleinianer auszuschließen, nicht durchsetzen konnte. Anna Freud blieb zwar Mitglied, zog sich aber aus der Ausbildung zurück. Den weiteren Sitzungen der Controversial Discussions blieb sie fern. 1945 verließ die inzwischen geschiedene Melitta Schmideberg das Land und ging nach New York.
Mit Beendigung der Controversial Discussions wurde die Gesellschaft zunehmend dominiert von den Vertretern der Independent Group. Die elf Sitzungen hatten einige positive Folgen. Beispielsweise nannte Robinson die Tatsache, dass die Mitglieder durch diese Diskussionen gezwungen waren, ihr theoretischen Prämissen zu präzisieren und dadurch die Metapsychologie weiterentwickelten. Auch gab es Psychiater, die im Krieg mit Psychoanalytikern zusammenarbeiteten und danach bei der BPAS eine psychoanalytische Ausbildung absolvierten.

Protagonisten der Controversial Discussions
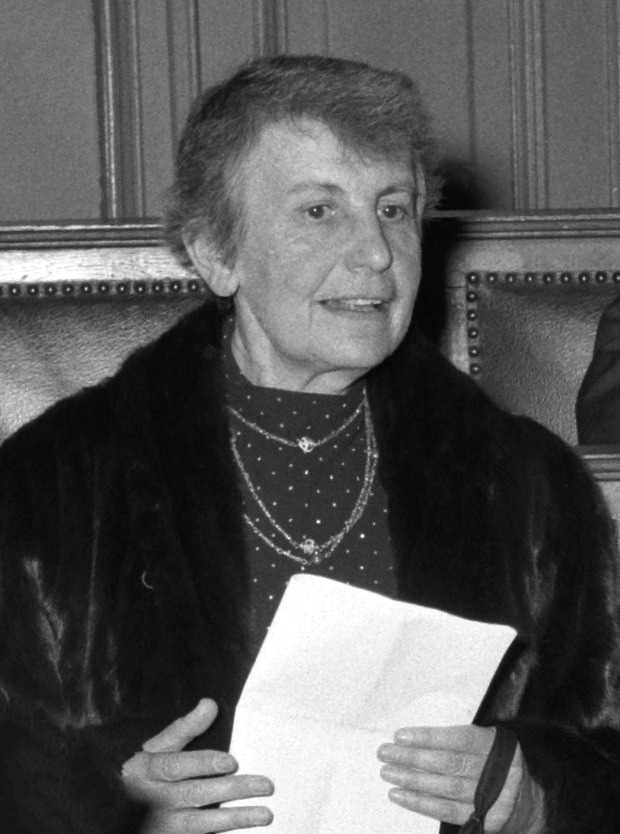
Anna Freud 1956
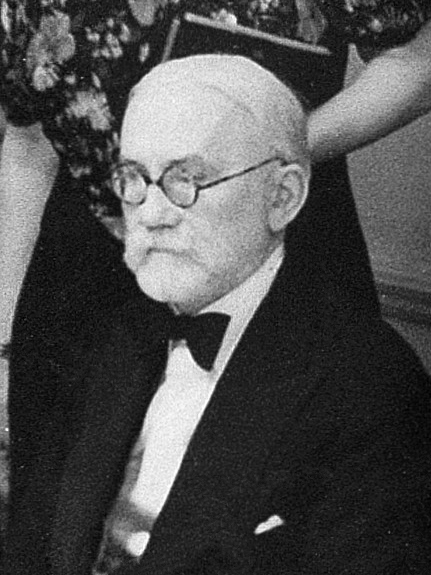
James Strachey 1952
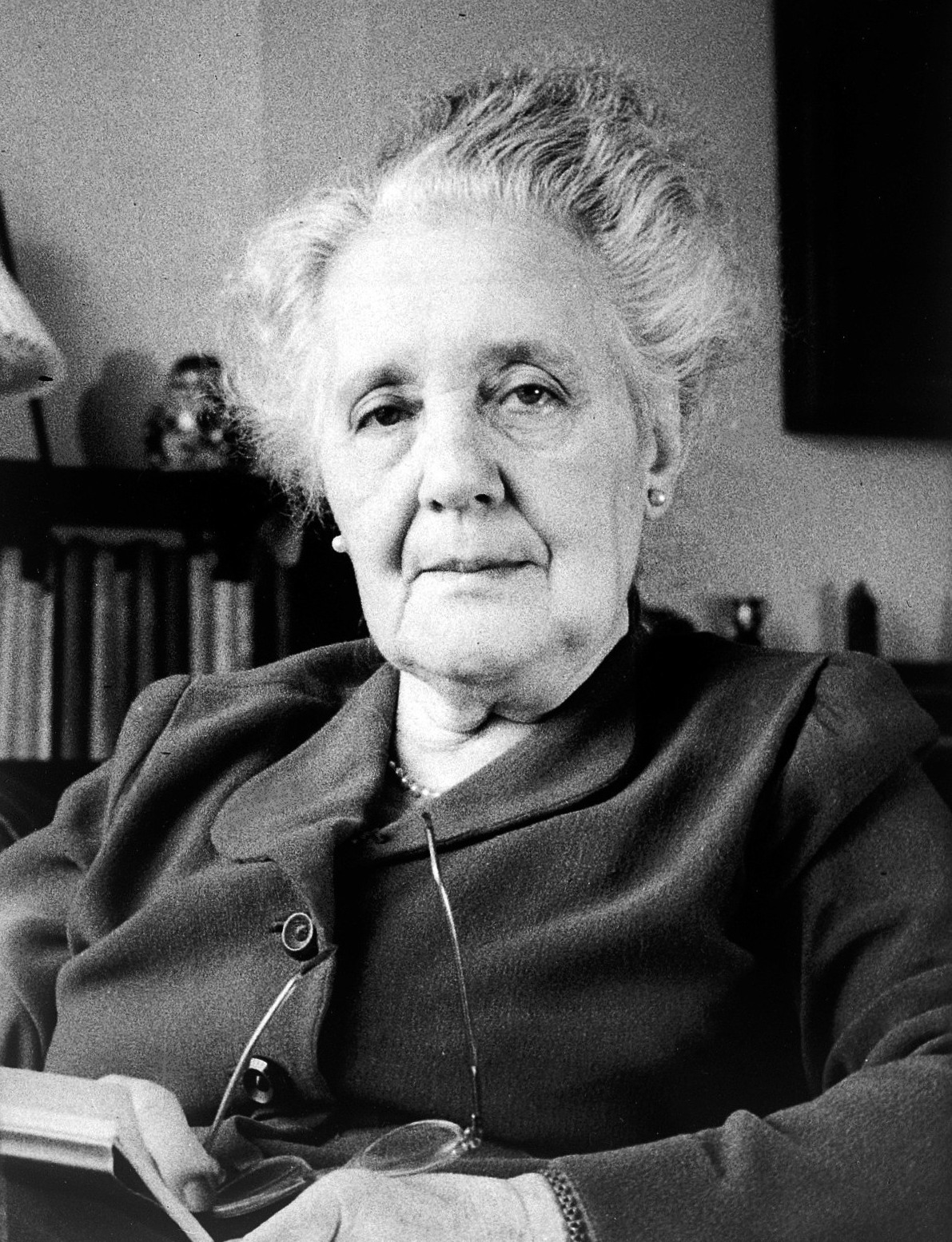
Melanie Klein 1957

## Mitglieder
Die Mitglieder der Gesellschaft waren und sind in verschiedenen Institutionen und Organisationen engagiert und beteilig(t)en sich darüber hinaus an der Patientenbehandlung nicht nur in ihren Privatpraxen, sondern auch in verschiedenen Kliniken des britischen National Health Service (NHS) wie beispielsweise in der Tavistock Clinic – seit 1994 The Tavistock and Portman NHS Trust –, der Portman Clinic oder dem Maudsley Hospital.
Im Jahr 1946 wurde unter dem Namen The Tavistock Institute (TIHR) ein eigenes Institut der Klinik gegründet, das inzwischen als Non-Profit-Organisation ein Forschungsinstitut und von der Klinik unabhängig ist. Auch dies wird maßgeblich von Mitgliedern der British Psychoanalytical Society betrieben.
Viele Mitglieder erwarben zugleich eine Mitgliedschaft im British Psychoanalytic Council, einer führenden Organisation, die Ausbildungsinstitute mit Wurzeln in der Psychoanalyse und der analytischen Psychologie zusammenbringt und ein internationales Therapeuten-Register betreibt.
Prominente Mitglieder (Auswahl in alphabetischer Reihenfolge)
- Alice Bálint (1898–1939)
- Enid Balint (1903–1994)
- Michael Balint (1896–1970)
- Grete Bibring-Lehner (1899–1977)
- Wilfred Bion (1897–1979)
- Ronald Fairbairn (1889–1964)
- Peter Fonagy (* 1952)
- Anna Freud (1895–1982)
- Edward Glover (1888–1972)
- André Green (1927–2012)
- Ladislav Haas (1904–1986)
- Paula Heimann (1899–1982)
- Elliott Jaques (1917–2003)
- Ernest Jones (1879–1958)
- Betty Joseph (1917–2013)
- Melanie Klein (1882–1960)
- Marianne Kris (1900–1980)
- Edna O’Shaughnessy (1924–2022)
- Lionel Penrose (1898–1972)
- Rosine Perelberg (* 1951)
- Daniel Pick (* 1960)
- Joan Riviere (1883–1962)
- Eva Rosenfeld (1892–1977)
- Herbert Rosenfeld (1910–1986)
- Anne-Marie Sandler (1925–2018)
- Joseph Sandler (1927–1998)
- Melitta Schmideberg (1904–1983)
- W. Clifford M. Scott (1903–1997)
- Hanna Segal (1918–2011)
- Mark Solms (* 1961), auswärtiges Mitglied
- David Tuckett
- Donald Winnicott (1896–1971)

## Engagement
Die British Psychoanalytical Society hat sich zu einer modernen Fachgesellschaft entwickelt, die Standards setzt und internationale Anerkennung genießt. Auf ihrer umfangreichen Internetpräsenz stellt sie potentiellen Ausbildungskandidaten, Patienten und weiteren Interessenten Informationen zur Verfügung, ergänzt durch eine virtuelle Bibliothek, Archive und politische Stellungnahmen, wie aus gegebenem Anlass zum Thema Rassismus. Anlässlich der COVID-19-Pandemie wurde online Hilfe angeboten.
In ihrer Londoner Bibliothek trugen die Mitglieder der Gesellschaft über die Jahre eine der umfangreichsten Sammlungen psychoanalytischer Publikationen zusammen, die über 20.000 Werke vom 19. Jahrhundert bis heute umfasst (Stand 2021). Ein Bibliothekskatalog ist online verfügbar. Darüber hinaus sind die Mitglieder der Gesellschaft an einer Vielzahl von Aktivitäten im Ausland beteiligt. Beispielsweise begleitete Anne-Marie Sandler viele Jahre lang die Deutsche Psychoanalytische Gesellschaft (DPB), die wegen ihrer Verstrickungen während der Zeit des Nationalsozialismus aus der Internationalen Psychoanalytischen Vereinigung (IPV) ausgeschlossen war, „in einem teilweise schmerzlichen Prozess der Wiederannäherung“ auf ihrem langen Weg zurück in die IPA.

## Ausbildung
Um Mitte der 1940er Jahre eine Spaltung der Gesellschaft zu vermeiden, einigten sich die Mitglieder 1946 auf zwei parallele Ausbildungsgänge, einen, der sich an der Schule von Anna Freud ausrichtet und einen zweiten für Ausbildungen der kleinianischen Schule und der unabhängigen Gruppe. Wer eine Ausbildung anstrebte, entschied sich für einen der beiden Ausbildungsgänge. Der Ausbildungsausschuss sollte für alle Ausbildungskandidaten zuständig sein, die zwischen den Angeboten frei wählen konnten. Seminare jenseits der Behandlungstechnik wurden fortan für alle Kandidaten gemeinsam angeboten. Kasuistische und Seminare zur Behandlungstechnik wurden beim gewählten Kurs belegt, als Gäste konnten die Kandidaten zukünftig an den jeweils anderen Ausbildungssträngen teilnehmen. Der erste Supervisor musste der eigenen Gruppe, weitere konnten der jeweils anderen Gruppe angehören. Ab dem dritten Ausbildungsjahr sollten alle Kandidaten an klinischen Seminaren teilnehmen können, die von Dozenten beider Kurse durchgeführt wurden. Berufspolitische Entscheidungen hatten nun in Gremien zu erfolgen, die mit Vertretern aller drei Gruppen besetzt waren.
Die freudianische Ausbildung fand bald nicht mehr am Institut der Gesellschaft statt. Anna Freud gründete 1952 die Hampstead Child Therapy Clinic und richtete dort eine eigene Ausbildungsstätte für Kindertherapeuten ein, die sie bis zu ihrem Tod 1982 leitete. Zwei Jahre später erfolgte die Umbenennung zum Anna Freud Centre.
Die Ausbildung der British Society ist am Modell von Max Eitingon ausgerichtet. Das bedeutet für die Kandidaten, eine hochfrequente Lehranalyse mit fünf Wochenstunden absolvieren zu müssen, sich ein Jahr lang der Säuglingsbeobachtung zu widmen und die supervidierten Behandlungen während der Ausbildung ebenfalls mit fünf Wochenstunden durchzuführen. Ihre Patienten werden ihnen von der London Clinic of Psychoanalysis überwiesen.
Da psychoanalytische Behandlungen in England – anders als in Deutschland – nicht kassenfinanziert werden, gibt es für Patienten, die es sich andernfalls nicht leisten könnten, ein kostenreduziertes Angebot. Darüber hinaus ist jeder Weiterbildungskandidat verpflichtet, zwei Patienten kostenlos in eine Analyse mit fünf Wochenstunden zu übernehmen.
Wie Kandidaten ihre Ausbildung erleben, berichten sie unter dem Titel The Experience of Training in einem Video und in einer Sammlung von Interviews, die auf der Website der Gesellschaft in englischer Sprache hinterlegt sind.

## Babybeobachtung
Im Rahmen der Objektbeziehungstheorie, welche die frühe Mutter-Kind-Beziehung in den Fokus nimmt, kam es nach Robinson und nicht unabhängig von der besonderen Rolle der Kinderanalyse im United Kingdom zu speziell britischen Entwicklungen, die mit dem besonderen Interesse der dortigen Psychoanalytiker an der Beobachtung von Babys und ihren Müttern verknüpft sind. Dafür wurde in Großbritannien nicht nur, aber auch von Psychoanalytikern Pionierarbeit geleistet, die unter dem Kürzel Babybeobachtung maßgeblichen Einfluss auf Theorien für das Verständnis der frühkindlichen Entwicklung und möglicher Störvariablen nahm. Auch an Ausbildungsinstituten in Deutschland wurde die Babybeobachtung eingeführt.

## Weitere Angebote
Für ein breiteres Publikum von Interessenten, die keine Ausbildung absolvieren wollen, stellt die Gesellschaft eine Reihe von Informationen und Beteiligungsmöglichkeiten zur Verfügung, unter anderem Einführungsvorlesungen, verschiedene Kurse und Zugang zu Summer Schools mit der Möglichkeit, über Psychoanalyse mit den Mitgliedern zu diskutieren. Überdies werden – zwar auf hohem Niveau, doch kostenpflichtig – zehn von Experten der Gesellschaft entwickelte Online-Kurse in Englischer Sprache für Studenten, Lehrer und andere Fachkräfte angeboten.

## Medien (Auswahl)
Auf ihrer Website stellt die Gesellschaft neben Videos und Podcasts einige Links zu Vorträgen von Mitgliedern auf YouTube zur Verfügung. So findet sich beispielsweise aus dem Jahr 2015 ein vom Anna Freud Centre hochgeladenes Interview mit Peter Fonagy über die Frage der Mentalisierung, oder ein im Juli 2020 eingestelltes Video, in dem Rosine Jozef Perelberg, die Vorsitzende der BPAS, anlässlich der Covid-Pandemie unter dem Titel The Empty Couch: Love and Mourning in Times of Confinement spricht. Das Institut richtete seinen YouTube-Kanal 2010 ein, 2018 folgte die Gesellschaft mit ihrem Kanal.
Encounters Through Generations war der Titel eines Projekts der Gesellschaft, das den Dialog zwischen den Generationen fördern sollte. Jüngere Analytiker interviewten jeweils einen ihrer Kollegen der vorausgehenden Generationen. Aus den Aufzeichnungen stellte ein Audio visual team des Instituts Videos her, die – entgegen den Angaben auf der Website der Gesellschaft – nicht mehr kostenpflichtig, sondern inzwischen auf dem Videoportal Vimeo kostenlos zur Verfügung stehen. An diesem Projekt beteiligten sich von der älteren Generation Eric Brenman (37:46), Ron Britton (1:47:21), Dennis Duncan (49:11), Betty Joseph (1:15:34), Egle Laufer (1:07:32), Edna O'Shaunghnessy (56:01), Anne-Marie Sandler (58:47), Hanna Segal (1:07:36), Leslie Sohn (1:07:03), Elizabeth Spillius (1:28:50) und John Steiner (1:21:03). Seinen Kanal auf Vimeo betreibt das Institut der Gesellschaft seit dem Jahr 2014 mit inzwischen 36 Videos (Stand: Januar 2021).
Im März 2020 richtete die Internationale Psychoanalytische Vereinigung (IPV) unter dem Titel Talks On Psychoanalysis auf der Plattform Podbean eine eigene Seite ein, auf der zahlreiche Vorträge im Originalton ihrer Autoren eingestellt wurden – ursprünglich gehalten auf internationalen Kongressen und teilweise in Journalen der IPV veröffentlicht. In 48 Beiträgen (Stand 2021) gibt es Vorträge in deutscher, englischer, französischer, italienischer, japanischer, portugiesischer und spanischer Sprache, unter anderem auch von Mitgliedern der BPAS.
Schließlich findet sich auf BBC Radio 4 einiges Material mit oder von Mitgliedern der Gesellschaft:
- Aldous Huxley's Brave New World. Erstsendung: 9. April 2009, Melvyn Bragg und Gäste (David Bradshaw, Daniel Pick, Michele Barrett).[52]
- The Psychiatrist and the Deputy Fuhrer. Erstsendung: 9. April 2012, Daniel Pick, Historiker und Psychoanalytiker am Birkbeck College der Universität London und Mitglied der BPAS.[53]
- The Roots of Extremism. Erstsendung: 17. März 2014, Daniel Pick.[54]
- The City on the Couch. Erstsendung: 11. Januar 2015, Mary Bradbury, Mitglied der BPAS.[55]
- Freud for Our Times. Erstsendung: 13. Dezember 2016, Daniel Pick.[56]
- Dictators on the Couch. Erstsendung: 11. Juni 2017, Daniel Pick.[57]
- The Unconscious Life of Bombs. Erstsendung: 13. Dezember 2017, Daniel Pick.[58]

Seit November 2010 betreibt das Institut der British Psychoanalytical Society überdies ein Konto bei Facebook mit knapp zwanzigtausend Abonnenten und eines auf Twitter mit gut zwölftausend Followern.

## Der Fall Mahsud Khan
Trotz internationaler Anerkennung blieb der Gesellschaft ein schwerwiegender Skandal nicht erspart, der nach langjährigem Beschweigen schließlich von Anne-Marie Sandler aufgearbeitet und als Fall Masud Khan in englisch- wie deutschsprachigen Büchern und Fachzeitschriften veröffentlicht wurde. Mahsud Khan wurde als Opfer mangelnder Abstinenz durch seinen Lehranalyker Winnicott später selbst übergriffig auf Analysandinnen. Die Hintergründe waren komplex, tiefe Loyalitätskonflikte der Mitglieder zu sowohl Winnicott als auch Khan trugen zum Schweigen bei.